# Caso adirectivo
El caso adirectivo es un caso gramatical que aparece en el idioma lezgiano que originalmente se usaba para decir en dirección cercana a algo. Ahora rara vez se utiliza como se utilizaba antes, Su sufijo es: -вди (-vdi).
En la actualidad este caso se utiliza para expresar un instrumento o una manera.